# Redondilla
Il termine spagnolo redondilla indica una strofa di quattro versi ottonari, con rima assonante o consonante, sebbene sia più abituale quest'ultima.
Ciò che la differenzia dalla quartina è il formato dei versi, di arte menor nel caso della redondilla.
In genere, la rima della redondilla è incrociata, ABBA, il che la differenzia dalla cuarteta, la cui rima è ABAB.
(Conte di Villamediana, secolo XVII)